# Josef Heřman Agapit Gallaš
Josef Heřman Agapit Gallaš (4. dubna 1756 Hranice – 15. února 1840 Hranice) byl moravský vojenský lékař, vlastivědec, spisovatel a umělec.

## Život
Josef Heřman Agapit Gallaš byl jedním z patrně deseti dětí malíře a sochaře Francisca Gallasche (1723–1795) a Magdaleny Vojtkové (1725–1807). V letech 1758–1761 žila rodina v Blansku, pak opět v Hranicích, kde Gallaš navštěvoval v letech 1762–1768 tzv. normální školu. Od dětství rád maloval, ale utrpěl těžký úraz a matka určila, že se bude věnovat duchovní dráze. V letech 1768–1774 absolvoval humanistická studia u piaristů v Lipníku nad Bečvou, pak odešel studovat filosofii a teologii do Olomouce (1874–1878). Peníze na studia získával z příspěvků rodičů, z výtvarných zakázek a kondicí. O Velikonocích 1778 teologii opustil.
V říjnu 1778 přišel do Vídně, kde se živil malováním pokojů a kondicemi. Díky vojenskému lékaři J. A. Schmidtovi a plukovnímu chirurgovi V. Göpfertovi se začal zajímat o medicínu. O Velikonocích 1783 byl přijat jako chirurgický praktikant u pluku Karla Toskánského v Korneuburgu (od 1784 při chirurgické akademii v Gumpendorfu), od června 1784 do dubna 1786 působil jako podranhojič u pluku Jana Josefa Khevenhüllera v Uničově, poté u pluku Josefa Františka Preise ve Vídni. V únoru 1788 byl jmenován vrchním ranhojičem u generálního štábu ve válce s Osmanskou říší. Císař Josef II. ho pověřil inspekcí armádních nemocnic. V červnu 1789 se stal vrchním lékařem v haličské Jarosławi, kde v lednu 1791 oslepl. Na vlastní žádost byl penzionován a v říjnu 1791 se vrátil do Hranic. Po částečném uzdravení zde vykonával lékařskou praxi, věnoval se literatuře a osvětovým projektům, okrajově i malování – založil veřejnou kostelní knihovnu; provozoval první veřejnou nemocnici v Hranicích; vyučoval děti základům výtvarného umění. Dopisoval si s českými vlastenci, patřil k první generaci buditelů na Moravě.
7. ledna 1793 se oženil s Annou Anderlovou (1764–1836), manželství zůstalo bezdětné.

### Gallašova knihovna
Roku 1811 v prostorách hranického farního kostela založil první veřejnou studijní knihovnu na Moravě, které věnoval 300 vlastních knih. Měla sloužit především duchovenstvu, učitelům, ale i ostatním místním občanům. V zakládací listině knihovny vymezil pravidla pro její vedení, pro zacházení s knihami a uvedl účel, pro který byla zřízena. Základem knihovny byla zdarma zapůjčovaná poučná i zábavná literatura – zejména beletrie, lékařské knihy, ale také sbírka mincí a dřev. Většina knih byla v češtině, nacházela se zde také díla latinská, řecká, hebrejská, anglická, německá, francouzská, italská, maďarská, ruská a polská.

### Beletrie
V náčrtku své bibliografie zmiňuje Gallaš, že za svého olomouckého pobytu v roce 1776 složil „několik idylí v jazyku moravském, kteréž ale k ztracení přišly“. Znovu se k beletrii vrátil zřejmě až v 90. letech 18. století, a to prózou i veršem. Pod vlivem theokritovsko-gessnerovské „pastýřské“ módy vzniklo několik svazků vesměs nepublikovaných idyl, kde vlastní ohlasy kladl vedle překladů, viz Osudné povolání básníka k bukolickému pění (k tisku schváleno 1803), Bukolické fantazie, pastevky a malby (1825) ad. Tiskem mu nejprve vyšla prozaická idyla Tajemný dub (1803). O deset let později, v roce 1813, byla vydána jeho nejslavnější práce – sbírka Múzy moravské, díl první, obsahující na dvě stě „nevinných světských písní“, tvořících jakýsi pendant ke kostelnímu zpěvníku Gallašova přítele a zároveň editora prvního dílu Múzy P. Tomáše Fryčaje. V roce 1825 byly jako druhý díl Múzy moravské publikovány Gallašovy „paraboly a paramýtie“, tedy mravoučné povídky, zčásti autorské, většinou ale přeložené. Třetí svazek, který obsahoval množství dalších Gallašových básnických skladeb, už publikován nebyl. Ostatní Gallašova prozaická tvorba je roztroušena v dobových časopisech a uložena v řadě rukopisů. Jedná se především o zpracování historických námětů, mnohdy o adaptace německých vzorů či místních lidových pověstí. Např. sbírka povídek Bílá paní (1797), rozsáhlé soubory pověstí a „obrázků“ Quodlibet moravicum, Moravské romantické povídky. Neprozkoumaná je Gallašova zábavní tvorba, zejména novely Malý románek bez R. (1828) a Ema z Bohuslavic a Vilím z Milánova.

### Náboženství aosvěta
Náboženským a etickým tématům se Gallaš věnoval už v 80. letech 18. století (např. Meine Abhandlung von der Freyheit, 1782). Po úvahách a polemikách se postupně stále více začal zabývat překlady, adaptacemi i vlastní tvorbou kázání, apologií a modliteb. Kromě příležitostných tisků kostelních písní, drobné „morální příručky“ Zrcadlo zlaté pro matky, kteréž také za dar nevěstám sloužiti může (1814) a adaptace textů J. Jaise a M. Sailera v poloanonymně vydané Svaté křížové cestě (1828) je tato část Gallašovy tvorby dostupná pouze v rukopisech, např. Týhoden svatý, to jest Katolicko-křesťanská pobožnost na každý den týhodní, Zrcadlo zlaté pro služebné děvečky (1828), Můj labutí zpěv a rozjímání nad hrobem ad.
Gallašovy primárně náboženské texty jsou blízké jeho pracím osvětovým, jako je např. Lucina ruri consultrix, to jest Rada lékařská pro těhotné sprostné ženy, pro rodičky a šestinedělky. Podobné texty vznikaly v souvislosti s nejrůznějšími „vlasteneckými“ projekty, např.: Pobízka všech věrných rodilých Hraničanů k ujednání a zřízení zvláštní vlastenecké slavnosti v jejich otcovském městě (1823).

### Historie

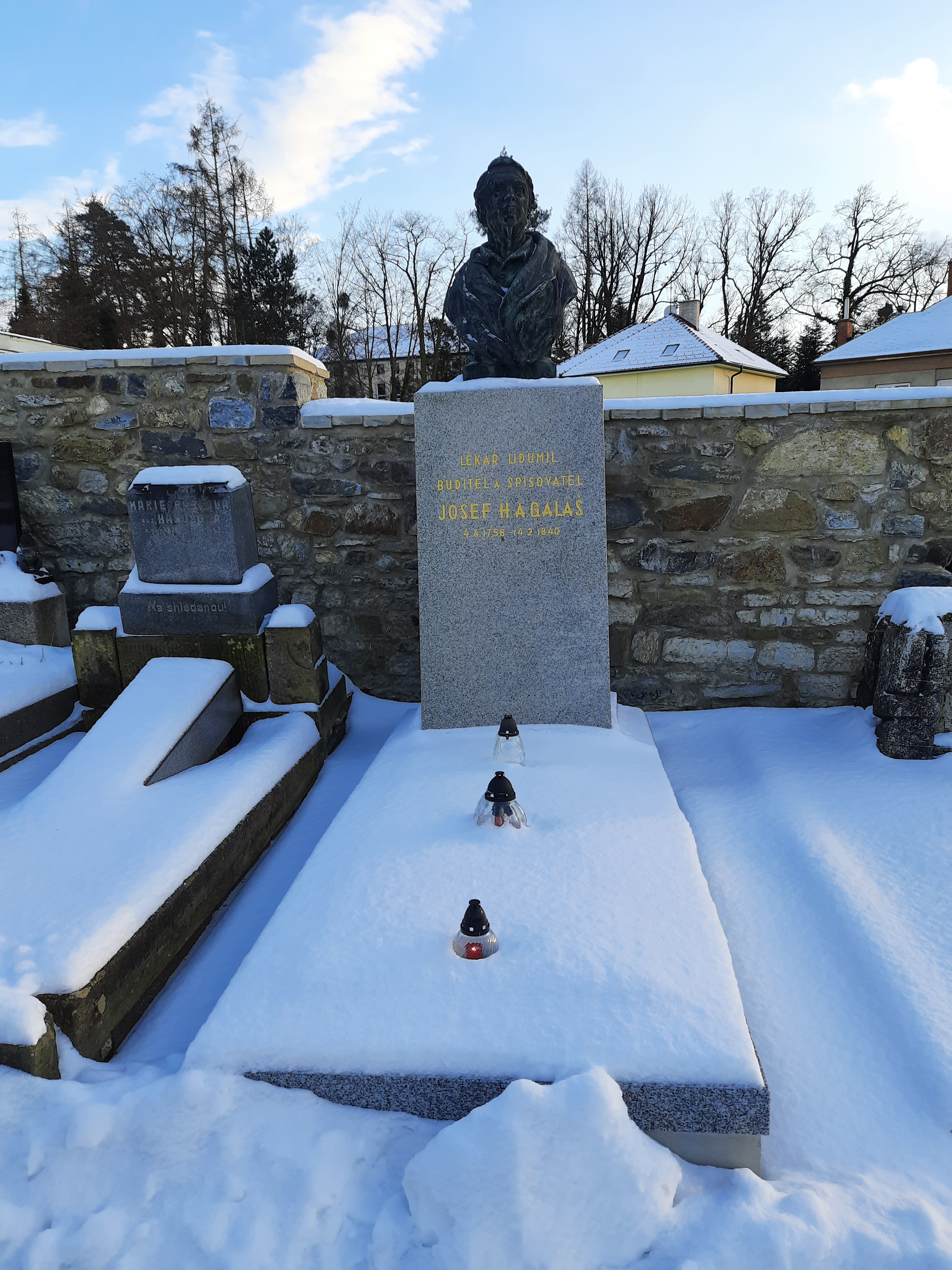
Hrob rodiny Josefa Gallaše na Městské hřbitově v Hranicích

Gallaš podobně jako v tradici starého kronikářství kombinoval výpisy z různých autorů, dobové zpravodajství apod. s poznatky získanými z autopsie. Proto jsou jeho práce k obecnějším historickým tématům (např. Jezoviti v Japonii a v Parakvaji, 1825) informačně bezvýznamné, s výjimkou mnoha textů o rodných Hranicích, které představují cenný zdroj poznatků o Gallašově současnosti, zejm. několikasvazkové Památky města Hranic (1808–1811), Scuta nobilium civium Hranicensium ad. Také „biografické slovníky“ (Sbor učenosti moravské, 1815, Sbor umělosti moravské, 1818), průkopnické použitím češtiny pro tento žánr, mají svoji informační hodnotu.

### Etnografie
Tehdejší zájem o lidovou slovesnost se odrážel nejen v Gallašově autorské tvorbě, ale přivedl ho také k záznamům lidových písní (např. Písně národního dialektu prostomoravského, Múza betlémská). Pokusil se beletristicky zachytit komplex náboženských pověr a praktik (Mythické povídky o bohoch a bohyňách moravských Slavanů, 1820), popsal místní stravovací návyky (Bromatologia Moravo rustica), zajímal se také o etnografii regionu (Valaši v kraji přerovském).

### Autobiografie
Autobiografické poznámky se objevují v řadě Gallašových děl a zejména v jeho rozsáhlé dochované korespondenci. P. Tomáš Fryčaj, který připravil k vydání Gallašovu Múzu moravskou (1813), předřadil básnické sbírce (resp. zpěvníku) Opis života Jozefa Heřmana Gallaše, v němž popisuje životní osudy básníka. Gallaš sám se k autobiografické látce vrátil v opusu Má vlastní biografie (patrně 1824–1828). Jedná se o tři dokončené svazky (I. 1756–1788, II. 1788–1789, III. 1789–1791) a jeden svazek nedokončený, vymezený původně pro léta 1791–1828, ale dosahující jen zhruba k roku 1800. Před touto biografií sepsal Mé žalosti a mé bolesti, kde zachycuje výhradně truchlivé momenty svého života. Autobiografická tematika převažuje i v jeho rukopisech: Upamatování na moje krevní a jiné přátele, na moje dobrodince a jiné známé (1819) a Moji pamětihodnější snové (shromažďuje zde celkem 22 zápisů nočních snů – několik z dětství a předcházejících let, jádro je z let 1827–1831, jeden dodatek z roku 1834). V pokročilém stáří sepsal čtyřicetistránkové Opravení a doplnění v Muzy moravské vydané biografie (1834). Opravil několik Fryčajových omylů a připojil zkratkovité vylíčení svých osudů po vydání Múzy moravské.

## Dílo
- Tajemný dub: morawská prozaická idylla – Holomauc: A. A. Skarnycl, 1803[4]
- Muza Morawská w patero oddělenjch obsahugjcý duchownj, mrawnj, polnj, wesko-občanské a starowlastenské hanácké pjsně skládatelů wlatsenských, k prospěchu a wzdělánj morawských wlastenců – Složená od Josefa Heřmana Galasse penzyonyrowaného cýs. král. wrchnjho polnjho lékaře, wlastence kragského města Hranic w Přerowském kragi ; W pořádek slussný uwedená, zde onde pooprawená, rozmnožená a w tisku wydaná od kragana a spolu-sskolnjka skládatele Tomásse Fryčage Kněze. Brno: Jozef Giřj, 1813[5]
- Jozefa Heřmana Gallásse Můze Morawské. Djl druhý obsahugjcý w sobě, Parabole a Paramýthye. Holomauc: Aloyz Škarnycl, 1825[6]
- Kurzgefaßte Geschichte der kaiserl. könig. kreisämtlichen und fürstlich Dietrichstein’schen Schutzstadt Weisskirch, Prerauer Kreises im Markgrafthume Mähren: von Joseph Hermann Agapit Gallas dasigem Bürger verfaßt im Jahre 1812. Olmütz: Alois Skarnitzl, 1836[7]
- Gallašovy mytické povídky o bozích a bohyních moravských Slovanů (Podle rukopisu z r. 1820). Editor J. Skutil. Valašské Meziříčí: 1940
- Romantické povídky. Editor Bedřich Slavík. Praha: 1941
- Múza moravská. Editor Jiří Skalička. Olomouc: Univerzita Palackého, 2000, ISBN 80-244-0017-0
- Kusy rozpadlých cihel se změnily v knihy. (Moji pamětihodnější snové). Editor Jiří J. K. Nebeský. Brno: Host, 2002, ISBN 80-7294-055-4
- Valaši v kraji Přerovském, praví Arkádové moravští, jejich posvátné hory, obyčejové a národní písně. Editor Ivo Imrýšek. Frenštát pod Radhoštěm: Muzejní a vlastivědná společnost, 2005, ISBN 80-86245-14-4
- Kurzgefaßte Geschichte der kaiserl. könig. kreisämtlichen und fürstlich Dietrichstein’schen Schutzstadt Weißkirch. Olmütz 1836, reprint Hranice: Tichý typ, 2006, ISBN 80-903768-0-0
- Mé žalosti a mé bolesti. Editor Jiří J. K. Nebeský. Hranice: Tichý typ, 2006, ISBN 80-239-1141-4[8]